# Esiliiga 2020
Die Esiliiga 2020 war die 30. Spielzeit der zweithöchsten estnischen Fußball-Spielklasse der Herren. Sie begann am 5. März und endete am 29. November 2020. Wegen der COVID-19-Pandemie in Estland ruhte der Spielbetrieb vom 13. März bis 23. Mai 2020.

## Modus
Die Liga umfasste wie in der Vorsaison zehn Teams. Wegen der Corona-Unterbrechung wurde die Anzahl der Spiele reduziert. Statt viermal traten alle Teams zunächst je dreimal gegeneinander an.
Nach 27 Spielen wurde die Liga in zwei Abschnitte aufgeteilt. Die ersten sechs Teams spielten um den Aufstieg, die letzten vier gegen den Abstieg. Hierbei traten die Mannschaften noch einmal gegeneinander an.
Der Tabellenerste JK Vaprus Pärnu stieg direkt in die Meistriliiga auf, der Zweitplatzierte Maardu Linnameeskond spielte in der Relegation gegen den Neunten der Meistriliiga FC Kuressaare um den Aufstieg. Nachwuchsmannschaften waren nicht aufstiegsberechtigt. Der Letzte und Vorletzte stiegen in die drittklassige Esiliiga B ab. Die Abstiegs-Relegation wurde in dieser Saison ausgesetzt.

## Vereine
Maardu Linnameeskond war aus der Meistriliiga abgestiegen. Aus der Esiliiga B kamen Pärnu JK, JK Vaprus Vändra und FC Nõmme United hinzu.
| Verein                  | Stadt        | Stadion               | Kapazität |
| ----------------------- | ------------ | --------------------- | --------- |
| FC Flora Tallinn U-21   | Tallinn      | A. Le Coq Arena       | 10.5000   |
| FC Levadia Tallinn U-21 | Tallinn      | Maarjamäe staadion    | 1.000     |
| JK Vaprus Pärnu         | Pärnu        | Strand-Stadion        | 1.500     |
| JK Tammeka Tartu U-21   | Tartu        | Sepa staadion         | 0508      |
| FC Elva                 | Elva         | Elva linnastaadion    | 0400      |
| Kohtla-Järve JK Järve   | Kohtla-Järve | Spordikeskuse Stadion | 2.200     |
| Maardu Linnameeskond    | Maardu       | Maardu linnastaadion  | 1.000     |
| Pärnu JK                | Pärnu        | Pärnu Rannastaadion   | 1.501     |
| FC Nõmme United         | Nõmme        | Männiku staadion      | 1.000     |
| JK Vaprus Vändra        | Vändra       | Vändra staadion       | 0307      |

## Reguläre Saison
| Pl. | Verein                   | Sp. | S  | U | N  | Tore    | Diff. | Punkte |
| --- | ------------------------ | --- | -- | - | -- | ------- | ----- | ------ |
| 1.  | JK Vaprus Pärnu          | 27  | 17 | 7 | 3  | 063:240 | +39   | 58     |
| 2.  | Maardu Linnameeskond (A) | 27  | 18 | 3 | 6  | 059:340 | +25   | 57     |
| 3.  | FC Nõmme United (N)      | 27  | 13 | 7 | 7  | 066:360 | +30   | 46     |
| 4.  | FC Elva                  | 27  | 12 | 6 | 9  | 045:450 | ±0    | 42     |
| 5.  | FC Flora Tallinn U-21    | 27  | 11 | 6 | 10 | 046:360 | +10   | 39     |
| 6.  | JK Tammeka Tartu U-21    | 27  | 12 | 2 | 13 | 043:500 | −7    | 38     |
| 7.  | FC Levadia Tallinn U-21  | 27  | 10 | 5 | 12 | 036:390 | −3    | 35     |
| 8.  | Pärnu JK (N)             | 27  | 8  | 7 | 12 | 049:550 | −6    | 31     |
| 9.  | JK Vaprus Vändra (N)     | 27  | 9  | 2 | 16 | 042:640 | −22   | 29     |
| 10. | Kohtla-Järve JK Järve 1  | 27  | 1  | 3 | 23 | 013:790 | −66   | 03     |

Platzierungskriterien: 1. Punkte – 2. zugesprochene Siege – 3. Siege – 4. Direkter Vergleich (Punkte, Tordifferenz, geschossene Tore) – 5. Tordifferenz – 6. geschossene Tore – 7. Fair-Play
| (A) | Absteiger aus der Meistriliiga 2019 |
| (N) | Neuaufsteiger aus der Esiliiga B    |

## Endrunde
| Pl. | Verein                   | Sp. | S  | U | N  | Tore    | Diff. | Punkte |
| --- | ------------------------ | --- | -- | - | -- | ------- | ----- | ------ |
| 1.  | JK Vaprus Pärnu          | 32  | 19 | 8 | 5  | 072:300 | +42   | 65     |
| 2.  | Maardu Linnameeskond (A) | 32  | 20 | 4 | 8  | 068:450 | +23   | 64     |
| 3.  | FC Nõmme United (N)      | 32  | 16 | 7 | 9  | 076:430 | +33   | 55     |
| 4.  | FC Flora Tallinn U-21    | 32  | 15 | 6 | 11 | 064:460 | +18   | 51     |
| 5.  | FC Elva                  | 32  | 14 | 7 | 11 | 054:420 | +12   | 49     |
| 6.  | JK Tammeka Tartu U-21    | 32  | 12 | 3 | 17 | 047:680 | −21   | 39     |
|     |                          |     |    |   |    |         |       |        |
| 7.  | FC Levadia Tallinn U-21  | 30  | 12 | 5 | 13 | 042:410 | +1    | 41     |
| 8.  | Pärnu JK (N)             | 30  | 11 | 7 | 12 | 061:560 | +5    | 40     |
| 9.  | JK Vaprus Vändra (N)     | 30  | 10 | 2 | 18 | 047:720 | −25   | 32     |
| 10. | Kohtla-Järve JK Järve 1  | 30  | 1  | 3 | 26 | 013:910 | −78   | 03     |

Platzierungskriterien: 1. Punkte – 2. zugesprochene Siege – 3. Siege – 4. Direkter Vergleich (Punkte, Tordifferenz, geschossene Tore) – 5. Tordifferenz – 6. geschossene Tore – 7. Fair-Play
| (A) | Absteiger aus der Meistriliiga 2019 |
| (N) | Neuaufsteiger aus der Esiliiga B    |

## Relegation
Aufstieg
Die Spiele fanden am 10. und 13. Dezember 2020 statt.
|                      | Gesamt |               | Hinspiel | Rückspiel |
| -------------------- | ------ | ------------- | -------- | --------- |
| Maardu Linnameeskond | 5:9    | FC Kuressaare | 3:5      | 2:4       |

Beide Vereine blieben in ihren jeweiligen Ligen.
Abstieg
Die Spiele zwischen Pärnu JK und dem Dritten der Esiliiga JK Tallinna Kalev U-21 wurden gestrichen. Die erste Mannschaft von Tallinna Kalev stieg von der Meistriliiga in die Esiliiga ab, das zweite Team durfte daher nicht aufsteigen. Damit blieben beide Vereine in ihren jeweiligen Ligen.

## Torschützenliste
| Pl. | Name            | Mannschaft            | Tore |
| --- | --------------- | --------------------- | ---- |
| 01. | Kevin Mätas     | FC Nõmme United       | 22   |
| 02. | Ilja Zelentsov  | Maardu Linnameeskond  | 20   |
| 03. | Igor Ustritski  | FC Flora Tallinn U-21 | 19   |
| 04. | Devid Lehter    | FC Elva               | 17   |
| 05. | Ronaldo Tiismaa | JK Vaprus Vändra      | 14   |
| 06. | Kristen Saarts  | JK Vaprus Vändra      | 13   |
| 07. | Vadim Aksjonov  | Maardu Linnameeskond  | 12   |
| 07. | Martin Pärn     | JK Vaprus Vändra      | 12   |
| 07. | Martin Jõgi     | JK Tammeka Tartu U-21 | 12   |
| 10. | Andreas Kiivit  | FC Flora Tallinn U-21 | 11   |